# Saint-Symphorien-de-Lay
Saint-Symphorien-de-Lay település Franciaországban, Loire megyében. Lakosainak száma 1976 fő (2022. január 1.). Saint-Symphorien-de-Lay Régny, Croizet-sur-Gand, Fourneaux, Lay, Neaux és Neulise községekkel határos.

## Népesség
A település népessége az elmúlt években az alábbi módon változott:
| Lakosok száma | 1604 | 1544 | 1489 | 1672 | 1901 | 1897 | 1887 | 1899 | 1923 | 1976 |
|               | 1968 | 1982 | 1990 | 2006 | 2013 | 2015 | 2017 | 2019 | 2020 | 2022 |